# بيت عبد الله (شبام كوكبان)

تعديل مصدري - تعديل

بيت عبد الله هي إحدى قرى عزلة ضلاع الأعلى بمديرية شبام كوكبان التابعة لمحافظة المحويت، بلغ تعداد سكانها 740 نسمة حسب تعداد اليمن لعام 2004.